# Thomas Adès
Thomas Adès (* 1971) je britský hudební skladatel, dirigent a také klavírista, jehož díla uvádějí světové orchestry i operní domy.

## Životopis
Narodil se v Londýně. Již jako malý chlapec byl považován za "wunderkind", zázračné dítě. Vystudoval na londýnské Guidhall School of Music klavír pod vedením Paula Berkowitze a skladbu u Roberta Saxtona. Později pokračoval v maďarském Szombathely,kde též napsal svůj první opus č. 1 Five Eliot Landscapes pro soprán a klavír. Již ve svých 26 letech se za napsání symfonické skladby Asyla (1997) stal držitelem ocenění Grawemeyer Award for Music Composition, které bývá označováno jako "Oscar pro žijící skladatele". Stal se tak nejmladším držitelem tohoto ocenění a dosud jeho prvenství nikdo nepřekonal.
V letech 1999-2008 byl Adès uměleckým ředitelem Aldeburgh Festival. V roce 2015 byl zvolen do rady ředitelů Evropské akademie hudebních divadel.
Jako dirigent spolupracuje Adès pravidelně se světovými orchestry jako Los Angeles Philharmonic, Boston Symphony, London Symphony Orchestra či BBC Symphony. V roce 2018 vystoupil též v Praze s Českou filharmonií, aby mj. provedl svou skladbu Tanec mrtvých pro mezzosoprán, baryton a orchestr. 
Mezi jeho klavírní angažmá patří sólové recitály v Carnegie Hall (Stern Auditorium), New York a Wigmore Hall v Londýně a koncertní vystoupení s New York Philharmonic. V roce 2018 vystoupil Adès v Brně v rámci festivalu Janáček Brno 2018 s recitálem z díla Leoše Janáčka
Nahrávky jeho děl získaly řadu ocenění. CD nahrávka opery The Tempest zvítězila v kategorii Contemporary v roce 2010 u Gramophone Awards. DVD této jeho opery v inscenaci Metropolitní opery získalo ocenění Diapason d'Or de l'année (2013), nejlepší operní nahrávka (ceny Grammy za rok 2014) a hudební nahrávkou DVD (2014 ECHO Klassik Awards). Opera Anděl zkázy vyhrála ocenění světová premiéra roku na Mezinárodních operních cenách (2017). V roce 2015 mu byla udělena prestižní hudební cena Léonie Sonning 

## Dílo
Na svém kontě má původní orchestrální skladby (např. America, A Prophecy z roku 1998 nebo Tevot z roku 2007) i komorní hudbu (např. smyčcový kvartet Arcadiana, 1993). Je též autorem oper Powder Her Face (1995), Bouře (The Tempest, 2004) a Anděl zkázy (The Extermination Angel, 2017).